# Americas Rugby Championship 2017
Die Rugby Americas Championship 2017 war die siebte Ausgabe des jährlichen Rugby-Union-Turniers Americas Rugby Championship. An fünf Wochenenden vom 4. Februar bis zum 4. März 2017 traten die Nationalmannschaften von Brasilien, Chile, Kanada, Uruguay und den Vereinigten Staaten sowie die Reserve-Nationalmannschaft Argentiniens gegeneinander an. Das Turnier entschieden die Vereinigten Staaten für sich.

## Teilnehmer
| Land               | Stadion                                | Kapazität | Stadt              | Trainer           | Kapitän                              |
| ------------------ | -------------------------------------- | --------- | ------------------ | ----------------- | ------------------------------------ |
| Argentinien XV     | Estadio Municipal                      | 10.000    | Comodoro Rivadavia | Felipe Contepomi  | Lautaro Bavaro Juan Cappiello        |
| Argentinien XV     | Estadio Villa Mitre                    | .06000    | Bahía Blanca       | Felipe Contepomi  | Lautaro Bavaro Juan Cappiello        |
| Argentinien XV     | Estadio Agustín Pichot                 | .01000    | Ushuaia            | Felipe Contepomi  | Lautaro Bavaro Juan Cappiello        |
| Brasilien          | Estádio do Pacaembu                    | 37.730    | São Paulo          | Rodolfo Ambrosio  | Nick Smith                           |
| Chile              | Estadio CAP                            | 10.500    | Talcahuano         | Bernard Charreyre | Claudio Zamorano                     |
| Chile              | Pista Atlética San Carlos de Apoquindo | .03000    | Santiago de Chile  | Bernard Charreyre | Claudio Zamorano                     |
| Kanada             | Swangard Stadium                       | .05288    | Burnaby            | Mark Anscombe     | Gordon McRorie Ray Barkwill          |
| Kanada             | Westhills Stadium                      | .01718    | Langford           | Mark Anscombe     | Gordon McRorie Ray Barkwill          |
| Uruguay            | Estadio Domingo Burgueño               | 22.000    | Maldonado          | Esteban Meneses   | Alejandro Nieto Juan Manuel Gaminara |
| Uruguay            | Estadio Charrúa                        | 14.000    | Montevideo         | Esteban Meneses   | Alejandro Nieto Juan Manuel Gaminara |
| Vereinigte Staaten | Dell Diamond                           | 11.631    | Round Rock         | John Mitchell     | Blaine Scully                        |
| Vereinigte Staaten | Toyota Field                           | .08296    | San Antonio        | John Mitchell     | Blaine Scully                        |

## Tabelle
|    | Land               | Spiele | Siege | Unent. | Ndlg. | Spiel- punkte | Diff. | Bonus- punkte | Tabellen- punkte |
| -- | ------------------ | ------ | ----- | ------ | ----- | ------------- | ----- | ------------- | ---------------- |
| 1. | Vereinigte Staaten | 5      | 4     | 1      | 0     | 215:96        | + 119 | 4             | 22               |
| 2. | Argentinien XV     | 5      | 4     | 1      | 0     | 228:62        | + 166 | 3             | 21               |
| 3. | Uruguay            | 5      | 3     | 0      | 2     | 120:125       | − 5   | 3             | 15               |
| 4. | Brasilien          | 5      | 2     | 0      | 3     | 63:179        | − 116 | 0             | 8                |
| 5. | Kanada             | 5      | 1     | 0      | 4     | 112:127       | − 15  | 4             | 8                |
| 6. | Chile              | 5      | 0     | 0      | 5     | 51:200        | − 149 | 0             | 0                |

Die Punkte wurden wie folgt verteilt:
- 4 Tabellenpunkte bei einem Sieg
- 2 Tabellenpunkte bei einem Unentschieden
- 0 Tabellenpunkte bei einer Niederlage (vor möglichen Bonuspunkten)
- 1 Bonuspunkt für vier oder mehr Versuche, unabhängig vom Endstand
- 1 Bonuspunkt bei einer Niederlage mit sieben oder weniger Punkten Unterschied

## Ergebnisse

### Erste Runde
| 3. Februar 2017 20:15 BRST | Brasilien                                                                                        | 17 : 3        | Chile                              | Estádio do Pacaembu, São Paulo Zuschauer: 3500 Schiedsrichter: Claudio Cativelli (Uruguay) |
| 3. Februar 2017 20:15 BRST | Versuche: Cruz 55. erh. F. Sancery 60. erh. Erhöhungen: Duque (2/2) Straftritte: Duque (1/2) 72. | (0:3) Bericht | Straftritte: Nordenflycht (1/2) 3. | Estádio do Pacaembu, São Paulo Zuschauer: 3500 Schiedsrichter: Claudio Cativelli (Uruguay) |

| 4. Februar 2017 15:00 CST | Vereinigte Staaten | 29 : 23         | Uruguay | Toyota Field, San Antonio Zuschauer: 3000 Schiedsrichter: Chris Assmus (Kanada) |
| 4. Februar 2017 15:00 CST | Versuche: Campbell 36. erh. Scully 62. erh. Erhöhungen: Cima (1/1) MacGinty (1/1) Straftritte: Cima (3/4) 6., 22., 31. MacGinty (2/3) 55., 66. | (16:13) Bericht | Versuche: Gattas 15. erh. Nieto 46. erh. Erhöhungen: Albanell (2/2) Straftritte: Albanell (2/3) 4., 40., 54. | Toyota Field, San Antonio Zuschauer: 3000 Schiedsrichter: Chris Assmus (Kanada) |

| 4. Februar 2017 17:00 PST | Kanada                              | 6 : 20        | Argentinien XV                                                                                         | Westhills Stadium, Langford Zuschauer: 2000 Schiedsrichter: Kurt Weaver (Vereinigte Staaten) |
| 4. Februar 2017 17:00 PST | Straftritte: McRorie (2/2) 12., 62. | (3:3) Bericht | Versuche: Medrano 50. erh. Tuculet 66. erh. Erhöhungen: Miotti (2/2) Straftritte: Miotti (2/2) 2., 75. | Westhills Stadium, Langford Zuschauer: 2000 Schiedsrichter: Kurt Weaver (Vereinigte Staaten) |

### Zweite Runde
| 11. Februar 2017 19:00 ART | Argentinien XV | 57 : 12        | Kanada                                                                    | Estadio Villa Mitre, Bahía Blanca Zuschauer: 6000 Schiedsrichter: Kurt Weaver (Vereinigte Staaten) |
| 11. Februar 2017 19:00 ART | Versuche: Cancelliere (3) 16. erh., 24. n.erh., 48. erh. Miotti 28. n.erh. Brandi 35. erh. Montagner (2) 55. n.erh., 79. erh. Álvarez 59. erh. Luna 69. erh. Erhöhungen: Miotti (3/5) Granella (1/2) Luna (2/2) | (24:7) Bericht | Versuche: Arata 13. erh. de Freitas 46. n.erh. Erhöhungen: Albanell (1/2) | Estadio Villa Mitre, Bahía Blanca Zuschauer: 6000 Schiedsrichter: Kurt Weaver (Vereinigte Staaten) |

| 11. Februar 2017 18:00 CST | Vereinigte Staaten | 51 : 3         | Brasilien                    | Dell Diamond, Round Rock Zuschauer: 6091 Schiedsrichter: Pablo de Luca (Argentinien) |
| 11. Februar 2017 18:00 CST | Versuche: Davis 3. n.erh. Eloff 28. n.erh. Lamborn (2) 44. n.erh., 66. erh. Dolan 57. n.erh. Teʻo 73. erh. Campbell 76. erh. Tiberio 80. erh. Erhöhungen: Cima (4/4) Straftritte: Magie (1/2) 13. | (13:0) Bericht | Straftritte: Duque (1/1) 50. | Dell Diamond, Round Rock Zuschauer: 6091 Schiedsrichter: Pablo de Luca (Argentinien) |

| 11. Februar 2017 17:00 PST | Kanada | 36 : 15        | Chile | Westhills Stadium, Langford Zuschauer: 1509 Schiedsrichter: Derek Summers (Vereinigte Staaten) |
| 11. Februar 2017 17:00 PST | Versuche: Paris (3) 26. erh., 36. erh., 52. n.erh. Barton 66. erh. Moor 80. erh. Erhöhungen: McRorie (2/3) Povey (2/2) Straftritte: McRorie (1/1) 29. | (13:3) Bericht | Versuche: Orpis 60. erh. Fernández 75. n.erh. Erhöhungen: Ianiszewski (1/2) Straftritte: Ianiszewski (1/1) 7. | Westhills Stadium, Langford Zuschauer: 1509 Schiedsrichter: Derek Summers (Vereinigte Staaten) |

### Dritte Runde
| 18. Februar 2017 18:00 CLST | Chile                                                                                | 10 : 45        | Argentinien XV | Estadio CAP, Talcahuano Zuschauer: 5000 Schiedsrichter: Ricardo Sant’Anna (Brasilien) |
| 18. Februar 2017 18:00 CLST | Versuche: Fernández 68. erh. Erhöhungen: Moller (1/1) Straftritte: Castillo (1/1) 7. | (3:17) Bericht | Versuche: Cappiello 15. erh. Luna 40. erh. Solveyra 46. erh. Delguy 52. erh. Devoto (2) 61. erh., 77. erh. Erhöhungen: González (3/3) Luna (3/3) Straftritte: González (1/1) 24. | Estadio CAP, Talcahuano Zuschauer: 5000 Schiedsrichter: Ricardo Sant’Anna (Brasilien) |

| 18. Februar 2017 20:00 UYT | Uruguay | 23 : 12        | Brasilien                                  | Estadio Domingo Burgueño, Maldonado Zuschauer: 2300 Schiedsrichter: Pablo du Luca (Argentinien) |
| 18. Februar 2017 20:00 UYT | Versuche: Ayala 7. n.erh. Dotti 16. n.erh. Nieto 40. n.erh. Arata 45. n.erh. Straftritte: Albanell (1/3) 50. | (15:6) Bericht | Straftritte: Duque (4/4) 2., 12., 43., 64. | Estadio Domingo Burgueño, Maldonado Zuschauer: 2300 Schiedsrichter: Pablo du Luca (Argentinien) |

| 18. Februar 2017 17:00 PST | Kanada | 34: 51          | Vereinigte Staaten | Swangard Stadium, Burnaby Zuschauer: 3416 Schiedsrichter: Damián Schneider (Argentinien) |
| 18. Februar 2017 17:00 PST | Versuche: Paris (2) 14. n.erh., 56. n.erh. Mack 20. erh. Barton 68. erh. Cejvanovic 77. erh. Erhöhungen: Povey (1/2) McRorie (2/3) Straftritte: Povey (1/2) 36. | (15:21) Bericht | Versuche: Matyas 2. erh. Teʻo (3) 4. n.erh., 45. n.erh., 71. erh. Purpura 39. erh. Clever 53. erh. Quill 64. erh. Erhöhungen: Davies (5/7) Straftritte: Magie (1/1) 11. Davies (1/1) 31. | Swangard Stadium, Burnaby Zuschauer: 3416 Schiedsrichter: Damián Schneider (Argentinien) |

### Vierte Runde
| 25. Februar 2017 15:40 CLT | Chile                                   | 9 : 57         | Vereinigte Staaten | Pista Atlética San Carlos de Apoquindo, Santiago de Chile Zuschauer: 900 Schiedsrichter: Ricardo Sant’Anna (Brasilien) |
| 25. Februar 2017 15:40 CLT | Straftritte: Moller (3/3) 17., 34., 48. | (6:17) Bericht | Versuche: Dolan 24. erh. Lamborn (2) 36. erh., 76. erh. Tameilau 50. erh. Jensen 52. n.erh. Clever 66. erh. Malcolm (2) 78. erh., 80. erh. Erhöhungen: Cima (7/8) Straftritte: Cima (1/1) 5. | Pista Atlética San Carlos de Apoquindo, Santiago de Chile Zuschauer: 900 Schiedsrichter: Ricardo Sant’Anna (Brasilien) |

| 25. Februar 2017 17:40 ART | Argentinien XV | 79 : 7        | Brasilien                                       | Estadio Agustín Pichot, Ushuaia Zuschauer: 3500 Schiedsrichter: Claudio Cativelli (Uruguay) |
| 25. Februar 2017 17:40 ART | Versuche: Cancelliere (2) 3. n.erh., 55. erh. Brarda 18. erh. de la Vega (2) 36. erh., 49. erh. Brandi 43. n.erh. Schulz 52. erh. Larrague 61. n.erh. Boffelli 66. erh. Cappiello 69. erh. Bazán (2) 73. erh., 79. n.erh. Erhöhungen: Miotti (3/5) Granella (4/4) Boffelli (1/2) Straftritte: Miotti (1/1) 11. | (0:0) Bericht | Versuche: Duqué 5. erh. Erhöhungen: Duqué (1/1) | Estadio Agustín Pichot, Ushuaia Zuschauer: 3500 Schiedsrichter: Claudio Cativelli (Uruguay) |

| 25. Februar 2017 20:00 UYT | Uruguay | 17 : 13        | Kanada                                                                                  | Estadio Domingo Burgueño, Maldonado Zuschauer: 1800 Schiedsrichter: Derek Summers (Vereinigte Staaten) |
| 25. Februar 2017 20:00 UYT | Versuche: Leivas 19. erh. Strafversuch 26. erh. Erhöhungen: Albanell (2/2) Straftritte: Albanell (1/3) 11. | (17:3) Bericht | Versuche: Trainor 75. erh. Erhöhungen: Staller (1/1) Straftritte: McRorie (2/2) 4., 50. | Estadio Domingo Burgueño, Maldonado Zuschauer: 1800 Schiedsrichter: Derek Summers (Vereinigte Staaten) |

### Fünfte Runde
| 3. März 2017 19:15 BRST | Brasilien | 24 : 23         | Kanada | Estádio do Pacaembu, São Paulo Zuschauer: 900 Schiedsrichter: Damián Schneider (Argentinien) |
| 3. März 2017 19:15 BRST | Versuche: D. Sancery 10. erh. Duque 37. erh. Tranquez 78. erh. Erhöhungen: Duque (3/3) Straftritte: Duque (1/1) 16. | (17:14) Bericht | Versuche: Blevins 13. erh. McRorie 26. erh. Erhöhungen: McRorie (2/2) Straftritte: McRorie (2/3) 48., 55. Dropgoals: McRorie (1/1) 66. | Estádio do Pacaembu, São Paulo Zuschauer: 900 Schiedsrichter: Damián Schneider (Argentinien) |

| 4. März 2017 16:00 UYT | Uruguay | 45 : 14        | Chile                                                                                | Estadio Charrúa, Montevideo Zuschauer: 5300 Schiedsrichter: Kurt Weaver (Vereinigte Staaten) |
| 4. März 2017 16:00 UYT | Versuche: Echeverría 27. erh. Leivas (2) 32. erh., 36. erh. Freitas (2) 53. erh., 67. erh. Magno 63. erh. Erhöhungen: Albanell (4/4) Silva (2/2) Straftritte: Albanell (1/1) 22. | (23:9) Bericht | Versuche: Bursic 79. n.erh. Straftritte: Moller (2/3) 20., 39. Ianiszewski (1/1) 31. | Estadio Charrúa, Montevideo Zuschauer: 5300 Schiedsrichter: Kurt Weaver (Vereinigte Staaten) |

| 4. März 2017 17:40 ART | Argentinien XV | 27 : 27         | Vereinigte Staaten                                                                                             | Estadio Municipal, Comodoro Rivadavia Zuschauer: 9000 Schiedsrichter: Joaquín Montes (Uruguay) |
| 4. März 2017 17:40 ART | Versuche: Strafversuch (2) 40. erh., 53. erh. Ascárate 63. erh. Erhöhungen: Miotti (3/3) Straftritte: Miotti (2/2) 7., 56. | (10:15) Bericht | Versuche: Magie 29. n.erh. Tameilau (2) 37. erh., 80. erh. Erhöhungen: Dolan (2/4) Straftritte: Cima (1/2) 15. | Estadio Municipal, Comodoro Rivadavia Zuschauer: 9000 Schiedsrichter: Joaquín Montes (Uruguay) |